# Ipochus insularis
Ipochus insularis là một loài bọ cánh cứng trong họ Cerambycidae.